# Edler
Edler (ou Noble en français) est un titre de noblesse de la hiérarchie nobiliaire d'Autriche, de Bavière et de Wurtemberg et qui était accordé dans le cas d'un anoblissement. Il représente le premier échelon de la hiérarchie nobiliaire germanique.  

## Historique
Ce titre de petite noblesse était décerné en Autriche comme en Allemagne du sud, essentiellement par lettres patentes de l'empereur du Saint Empire, puis d’Autriche, ou par le roi de Bavière ou le roi de Wurtemberg. Ce titre est associé à un nom de famille ou une terre et était le plus souvent héréditaire. L'Edler (Noble) est suivi dans la hiérarchie par le rang immédiatement supérieur de Ritter (Chevalier) et est le premier rang d'entrée dans la noblesse titrée. Le rang immédiatement inférieur est le titre de Junker (Écuyer) qui n'est qu'une qualification (celle des grands propriétaires terriens), alors que Edler était un authentique titre de noblesse. 
Citons comme exemples : 
- Peter Hohmann, anobli par l'empereur du Saint-Empire en 1717 sous le titre de Edler von Hohenthal [4].
- Viktor Weber, Edler von Webenau, général dans l'armée austro-hongroise pendant la Première Guerre mondiale.

Le titre d'Edler, le plus bas de la noblesse germanique, fut décerné jusqu'à la fin de la Première Guerre mondiale.

## Héraldique
La couronne héraldique des Edler, était garnie de cinq perles et coiffait les heaumes dans les armoiries.  
La salutation honorifique utilisée était (Euer Hochwohlgeboren) "Votre Haute Naissance".